# العلاقات المجرية اللاتفية
العلاقات المجرية اللاتفية هي العلاقات الثنائية التي تجمع بين المجر ولاتفيا.

## مقارنة بين البلدين
هذه مقارنة عامة ومرجعية للدولتين:
| وجه المقارنة                                              | المجر                                                       | لاتفيا                                             |
| --------------------------------------------------------- | ----------------------------------------------------------- | -------------------------------------------------- |
| المساحة (كم2)                                             | 93.04 ألف                                                   | 64.59 ألف                                          |
| عدد السكان (نسمة)                                         | 9.78 مليون                                                  | 1.93 مليون                                         |
| الكثافة السكانية (ن./كم²)                                 | 105.12                                                      | 29.88                                              |
| العاصمة                                                   | بودابست                                                     | ريغا                                               |
| اللغة الرسمية                                             | لغة مجرية                                                   | اللغة اللاتفية                                     |
| العملة                                                    | فورنت مجري                                                  | يورو، لاتس لاتفي، الروبل اللاتفي ‏، الروبل اللاتفي ‏ |
| الناتج المحلي الإجمالي (بليون دولار)                      | 139.14 مليار                                                | 30.26 مليار                                        |
| الناتج المحلي الإجمالي (تعادل القوة الشرائية) بليون دولار | 260.42 مليار                                                | 49.24 مليار                                        |
| الناتج المحلي الإجمالي الاسمي للفرد دولار أمريكي          | 12.36 ألف                                                   | 14.06 ألف                                          |
| الناتج المحلي الإجمالي للفرد دولار أمريكي                 | 25.07 ألف                                                   | 23.55 ألف                                          |
| مؤشر التنمية البشرية                                      | 0.828                                                       | 0.819                                              |
| رمز المكالمات الدولي                                      | +36                                                         | +371                                               |
| رمز الإنترنت                                              | .hu                                                         | .lv                                                |
| المنطقة الزمنية                                           | ت ع م+01:00، ت ع م+02:00، أوروبا/بودابست ‏، توقيت وسط أوروبا | ت ع م+02:00، ت ع م+03:00، أوروبا/ريغا ‏             |

## مدن متوأمة
في ما يلي قائمة باتفاقيات التوأمة بين مدن مجرية ولاتفية:
- ترتبط كوسيغ مع سيغولدا باتفاقية توأمة منذ 1995.
- ترتبط كيش كونهالاش [الإنجليزية]‏ مع آيزاكراوكل باتفاقية توأمة.

## منظمات دولية مشتركة
يشترك البلدان في عضوية مجموعة من المنظمات الدولية، منها:
| علم المنظمة | اسم المنظمة                               | تاريخ انضمام المجر | تاريخ انضمام لاتفيا |
| ----------- | ----------------------------------------- | ------------------ | ------------------- |
|             | الاتحاد الأوروبي                          | 1 مايو 2004        | 1 مايو 2004         |
|             | وكالة ضمان الاستثمار متعدد الأطراف        | 21 أبريل 1988      | 21 أغسطس 1998       |
|             | منظمة التعاون الاقتصادي والتنمية          | 7 مايو 1996        | 16 يونيو 2016       |
|             | الأمم المتحدة                             | 14 ديسمبر 1955     | 17 سبتمبر 1991      |
|             | الفريق المعني برصد الأرض                  | ?                  | ?                   |
|             | مركز تنسيق الحركة في أوروبا ‏              | ?                  | ?                   |
|             | منظمة حظر الأسلحة الكيميائية              | ?                  | ?                   |
|             | منظمة التجارة العالمية                    | 1995               | 1999                |
|             | منظمة الشرطة الجنائية الدولية             | ?                  | ?                   |
|             | منظمة الأمن والتعاون في أوروبا            | 25 يونيو 1973      | 10 سبتمبر 1991      |
|             | مؤسسة التنمية الدولية                     | 29 أبريل 1985      | 11 أغسطس 1992       |
|             | حلف شمال الأطلسي                          | 12 مارس 1999       | 29 مارس 2004        |
|             | يونسكو                                    | 14 سبتمبر 1948     | 9 يوليو 1951        |
|             | مجلس أوروبا                               | 6 نوفمبر 1990      | ?                   |
|             | الاتحاد البريدي العالمي                   | ?                  | ?                   |
|             | البنك الدولي للإنشاء والتعمير             | 7 يوليو 1982       | 11 أغسطس 1992       |
|             | اتفاقية السماوات المفتوحة                 | ?                  | ?                   |
|             | الاتحاد الدولي للاتصالات                  | 1866               | 11 ديسمبر 1921      |
|             | مؤسسة التمويل الدولية                     | 29 أبريل 1985      | 29 سبتمبر 1993      |
|             | المنظمة الأوروبية لسلامة الملاحة الجوية   | 1992               | 2011                |
|             | المركز الدولي لتسوية المنازعات الاستشارية | 6 مارس 1987        | 7 سبتمبر 1997       |
|             | مجموعة أستراليا                           | 1993               | 2004                |
|             | مجموعة الموردين النوويين                  | ?                  | ?                   |

## وصلات خارجية
- موقع وزارة الخارجية المجرية
- موقع وزارة الخارجية اللاتفية